# Горново (Уфимский район)
Горново (баш. Горново) — село в Уфимском районе Республики Башкортостан Российской Федерации. Входит в состав Красноярского сельсовета.

## География

### Географическое положение
Находится на берегу реки Белой.
Расстояние до:
- районного центра (Уфа): 23 км,
- центра сельсовета (Красный Яр): 2 км,
- ближайшей ж/д станции (Уфа): 23 км.

## Население
| 2002 | 2009 | 2010 |
| ---- | ---- | ---- |
| 128  | ↗181 | ↗221 |

Национальный состав
Согласно переписи 2002 года, преобладающие национальности — татары (41 %), русские (40 %).